# Thomaskirche (Kleinsteinbach)

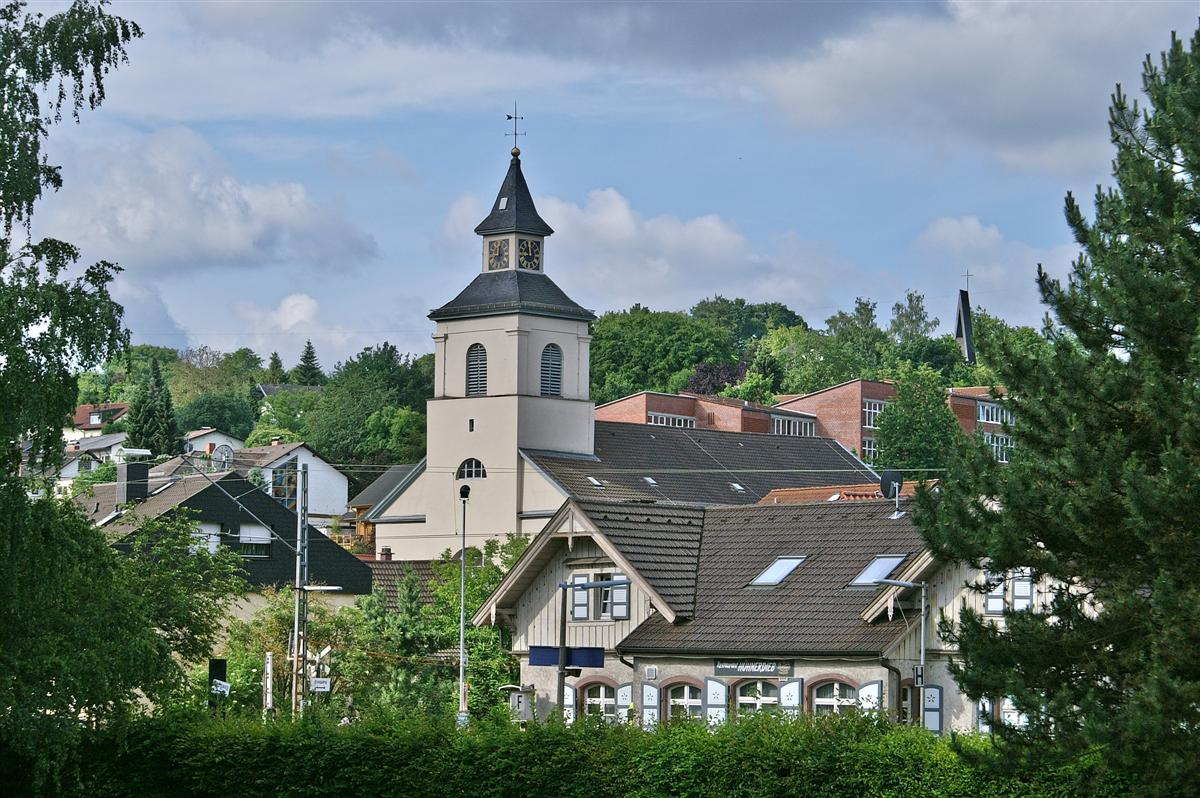
Thomaskirche in Kleinsteinbach

Die evangelische Thomaskirche steht in Kleinsteinbach, einem Ortsteil der Gemeinde Pfinztal im Landkreis Karlsruhe in Baden-Württemberg. Das Bauwerk ist beim Landesamt für Denkmalpflege Baden-Württemberg als Baudenkmal eingetragen. Die Kirchengemeinde gehört zum Kirchenbezirk Karlsruhe-Land der Evangelischen Landeskirche in Baden.

## Beschreibung
Die klassizistische Saalkirche wurde 1807–12 nach einem Entwurf von Friedrich Weinbrenner an dem Standort eines zwischen 1350 und 1400 errichteten Vorgängerbaus gebaut. Sie besteht aus einem Langhaus und einem Dachturm im Osten, dessen oberstes Geschoss den Glockenstuhl für drei Kirchenglocken beherbergt. Darauf sitzt ein Pyramidendach, das sich in einer Laterne fortsetzt, in der sich die Zifferblätter der Turmuhr befinden. In der Fassade im Westen befindet sich eine offene Vorhalle, die von zwei dorischen Säulen dreigeteilt wird, hinter der sich im mittleren Teil das Portal befindet. 
Der Innenraum des Langhauses hat Emporen auf drei Seiten, die von dorischen Säulen getragen werden, die sich bis zur Decke fortsetzen. Der Taufstein von 1609 stammt noch aus der Vorgängerkirche.  
Die Orgel wurde 1953 von Friedrich Weigle errichtet. Sie ersetzte ein Instrument, das von dem Hoforgelbauer Johann Ludwig Wilhelm Bürgy aus Durlach gebaut worden war.